# Distrito de Lalaquiz
El distrito de Lalaquiz es uno de los ocho que conforman la provincia de Huancabamba ubicada en el departamento de Piura en el norte del Perú.
Desde el punto de vista de la jerarquía de la Iglesia católica, forma parte de la Diócesis de Chulucanas. Dentro de sus localidades se encuentran Batán Blanco, Capasho, Caravelí, El Lucumu, El Tuno, La Playa, La Rinconada, Laguna de San Lorenzo, Loma de Ramos, Los Laureles, Membrillo, Pacche, San Nicolás y San Juan de los Guayaquiles.

## Historia
El distrito fue creado mediante Ley del 30 de diciembre de 1983, en el segundo gobierno del Presidente Fernando Belaúnde Terry.

## Autoridades

### Municipales
- 2023: José Ricardo Ríos Velásquez
- 2015-2018[2]
  - Alcalde: Ismael Vidal Palacios Mejía, del Movimiento Afirmación Social (MAS).
  - Regidores: Eloy Neyra García (MAS), Rosman Cleysler Neira García (MAS), Erlinda García Peña (MAS), Juan De Dios Huamán Huancas (MAS), Cruz Guerrero Correa (Agro Si).
- 2011-2014[3]
  - Alcalde: Antonio Francisco Huamán Huamán, del Movimiento Agro Si (AS).
  - Regidores: Orfelinda Mejía Zurita (AS), Próspero Neira García (AS), Adelmo Huamán García (AS), Renelmo Guerrero Román (AS), José Lister García Coello (Fuerza Regional).[4]
- 2007-2010 
  - Alcalde: Idelso Manuel García Correa.

### Policiales
- Comisario: Sargento PNP .

### Religiosas
- Diócesis de Chulucanas[5]
  - Obispo: Mons. Daniel Thomas Turley Murphy (OSA).[6]
- Parroquia
  - Párroco: Pbro.

## Festividades
- 3 de mayo: Las cruces En Tunal
- 24 de junio: San Juan Los Guayaquiles vajo.
- Julio: Virgen del Carmen.
- 15 DE AGOSTO: FIESTA PATRONAL DEL PUEBLO DE LA LAGUNA
- 15 de agosto fiesta patronal de Maray Grande
- 30 de agosto: Santa Rosa. En Capasho.
- 13 de septiembre: Santísima Cruz Y de la Virgen del carmen. En Tunal
- 24 de septiembre fiesta patronal virgen de las mercedes del caserío de Maray Chico